# Franz Rohr von Denta
Franz Freiherr Rohr von Denta (30 de octubre de 1854 - 9 de diciembre de 1927) fue un Mariscal de Campo austrohúngaro y comandante de campo que sirvió como el último comandante del 1.º Ejército austrohúngaro.

## Primeros años
Nacido en Arad, Reino de Hungría, Imperio austríaco (actual Rumania), en 1854 como Franz Denta, hijo de un suboficial, pasó a ser teniente en el 3 Galizisches Uhlanen-Regiment Erzherzog Carl en 1876 al graduarse de la Academia Militar Teresiana en Wiener-Neustadt. Obteniendo el rango de Coronel, fue seleccionado Jefe del Estado Mayor del II Cuerpo en septiembre de 1897, un puesto en el que sirvió hasta abril de 1901. Para 1903 Denta comandaba el 73 Landwehr-Brigade en Pressburg/Pozsony (actual Bratislava) y en 1909 fue hecho inspector general de los establecimientos educativos militares. En 1911 fue promovido al rango de general der Kavallerie y seleccionado comandante del Landwehr húngaro (Honved) en 1913.

## Servicio de guerra
Responsable de la tarea de defender la frontera sudoccidental y el corazón histórico del Imperio tras la declaración de guerra de Italia el 23 de mayo de 1915, Rohr fue seleccionado comandante del Armeegruppe Rohr (Grupo de Ejércitos Rohr) el 27 de mayo y tomó a su cargo todas las tropas desde Graz a Innsbruck.
Habiendo supervisado la exitosa defensa de la frontera carintia, Rohr fue ascendido al rango de Generaloberst el 1 de enero de 1916, y hecho comandante del nuevo 10.º Ejército siguiendo a la disolución de su grupo de ejércitos, en anticipación de la Ofensiva del Tirol. Con el alto de todas las operaciones ofensivas en el frente italiano por el Ejército imperial para afrontar la Ofensiva Brusilov, el esfuerzo del Tirol fue terminado prematuramente y Rohr fue transferido al mando del 11 Ejército, también en el distrito de Trento en junio de 1916.
En febrero de 1917, y con la promoción de Gen. Arz von Straussenberg al puesto de Jefe del Estado Mayor General, Rohr tomó el cargo del 1.º Ejército y por primera vez sirvió como un comandante del frente oriental. El 14 de abril de 1917 fue ennoblecido, tomando el rango de Barón y el título Rohr von Denta.
Ascendido a la posición de Mariscal de Campo el 30 de enero de 1918, Rohr continuó al mando del 1.º Ejército hasta que fue disuelto tras la paz con Rumania el 15 de abril de 1918.

## Retiro
Se retiró del mando al fin de la guerra. Sin embargo, Rohr fue seleccionado como Mariscal de Campo en el ejército de la nueva Hungría independiente. Freiherr Rohr von Denta murió en la población de Rodaun, en las cercanías de Vienna, el 9 de diciembre de 1927.

## Honores y condecoraciones
- Cruz al Servicio Militar 1.ª Clase
- Gran Cruz de la Orden de Leopoldo
- Cruz de Caballero de 1.ª Clase de la Orden de la Cruz de Hierro
- Capitán del Trabantenleibgarde húngaro (Guardia personal)

## Hoja de servicios
- 1876 Teniente (3.Galizisches Uhlanen-Regiment Erzherzog Carl)
- 1896 Coronel (Estado Mayor General)
- 1903 Mayor General (73.Landwehr-IBrig. en Preßburg)
- 1909 General Inspector de los establecimientos educativos militares
- 1911 General de Caballería
- 1916 Coronel General
- 1918 Mariscal de Campo